# Bugono
Nella mitologia greca,  Bugono  o  Bunomo  era il nome di uno dei figli di Elena e di Paride. 

## Il mito
Dopo il rapimento della bella Elena ad opera di Paride, uno dei principi troiani, i due amanti ebbero diversi figli fra cui Bugono.
Bugono insieme ai suoi fratelli era ancora in fasce quando scoppiò la guerra di Troia, dove i greci reclamavano la donna, durante le varie battaglie la città fu scossa e durante una di esse il soffitto della casa dove Bugono risiedeva non resistette agli urti crollando e uccidendo l'infante.

### Moderna
- Robert Graves, I miti greci, Milano, Longanesi, ISBN 88-304-0923-5.
- Angela Cerinotti, Miti greci e di roma antica, Prato, Giunti, 2005, ISBN 88-09-04194-1.